# 摆钟
擺鐘是以一種稱為鐘擺的擺動重錘為計時裝置的時鐘。使用鐘擺計時的優勢乃是因其為一諧振子，鐘擺基於其擺長以同一頻率反覆振動，且其振動單一而穩定。從1656年克里斯蒂安·惠更斯正式發明擺鐘以來直到20世紀30年代，基於擺鐘的普遍程度，擺鐘一直保持著世界上最精確的計時裝置的地位。
1667年，惠更斯在钟摆上加了1个齿轮，令其更加可靠，但無法在颠簸摇晃的船上使用。最後用1具由兩个弹簧推动的摆轮代替钟摆，从而造出航海鐘。